# Emily Scott
Emily Scott (* 16. Februar 1989) ist eine US-amerikanische Shorttrackerin und ehemalige Inline-Speedskaterin.

## Karriere
Sie feierte ihre ersten Erfolge im Inline-Speedskaten. Bei der Juniorenweltmeisterschaft 2005 in Suzhou gewann sie über 15000 m die Goldmedaille, ehe sie im Erwachsenenbereich bei der Weltmeisterschaft 2008 in Gijón auf Bahn und Straße jeweils den Titel mit der Staffel gewann. Insgesamt gelangen ihr fünf Weltmeistertitel.
Im Jahr 2010 wechselte Scott zum Shorttrack. Sie debütierte in der Saison 2010/11 im Weltcup. Ihr bestes Einzelresultat war das Erreichen des Finals über 1500 m beim Weltcup in Moskau, mit der Staffel gewann sie in Dresden ein Weltcuprennen. In der Saison 2011/12 erreichte Scott über 1500 m dreimal ein Finale. In der Disziplingesamtwertung wurde sie über diese Distanz Achte. Bei der Weltmeisterschaft in Shanghai gewann sie mit Silber in der Staffel ihre erste WM-Medaille im Shorttrack.